# Max Flesch-Thebesius
Max Flesch-Thebesius (* 9. Juli 1889 in Frankfurt am Main; † 6. April 1983 in Kronberg im Taunus) war ein deutscher Mediziner, Chirurg, Kommunalpolitiker, Kunstfreund und Mäzen.

## Werdegang

### Schule und Studium
Max Flesch wurde als Sohn des Frankfurter Rechtsanwaltes, Kommunalpolitikers und Stadtrates Karl Ferdinand Moritz Flesch (1853–1915) und dessen Frau Ida, geborene Ebeling, geboren. Max hatte vier Geschwister; sein jüngster Bruder war der Mediziner und Rundfunkpionier Hans Flesch. Nach seiner Schulzeit am Frankfurter Goethe-Gymnasium studierte Max Medizin in Heidelberg, Berlin, Jena, Freiburg und München. 1913 promovierte er in Heidelberg, danach wurde er als Assistenzarzt an der Chirurgischen Universitätsklinik im Frankfurter Stadtteil Sachsenhausen tätig. Zu seinen akademischen Lehrern gehörten Ludwig Rehn und Victor Schmieden. 
1914 bis 1918 nahm er am Ersten Weltkrieg teil. Wie viele seiner Zeitgenossen empfand er deutsch-national, war Patriot.
Im Jahr nach dem Tod seines Vaters, 1916, heiratete er Amalie Thebesius (1894–1984), Tochter eines promovierten Justizrates, und nahm deren Familiennamen als zweiten Nachnamen an. Im Jahr 1920 wurde die Tochter Marlies Flesch-Thebesius geboren. Innerhalb der Familie wurde striktes Schweigen über die jüdische Herkunft der seit 1530 in Frankfurt am Main angesiedelten Fleschs geübt.

### Medizin und Politik

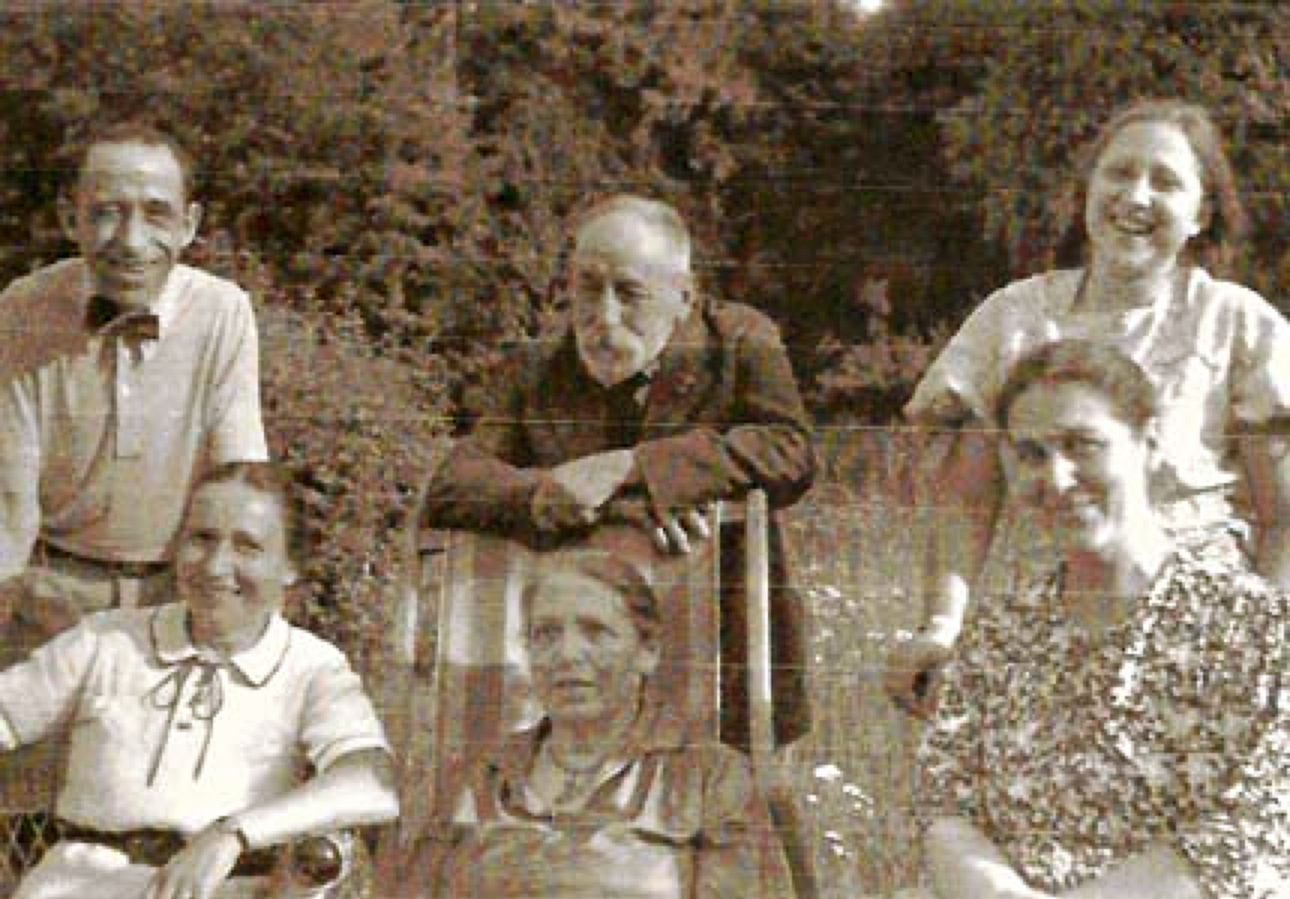
Max Flesch-Thebesius (links) hinter seiner Ehefrau Amelie (sitzend)

1923 ließ sich Flesch-Thebesius als Facharzt für Chirurgie in Frankfurt am Main nieder.
Im Verlauf seiner medizinischen Laufbahn war Flesch-Thebesius Mitbegründer des Privatkrankenhauses Frankfurt-Sachsenhausen und war von 1928 bis 1933 Chefarzt der Chirurgischen Abteilung dieser Klinik. Die Nationalsozialisten sorgten nach ihrer Machtergreifung wegen der jüdischen Wurzeln der Großeltern für seine Entlassung als „Nicht-Arier“. Deren christliche (evangelisch-lutherische) Taufe erkannten die Nazis nicht an, das Schweigegelübde der Fleschs zu ihrer jüdischen Herkunft wurde von außen durchbrochen.
Danach war er zunächst noch in seiner Privatpraxis und bis etwa 1938 als Belegarzt chirurgisch am Frankfurter Viktoria-Institut (Sanatorium Westendstraße) tätig.
Nach dem Zweiten Weltkrieg war er von 1945 bis 1958 Direktor der Chirurgie des Städtischen Krankenhauses Frankfurt-Höchst. Daneben engagierte er sich kommunalpolitisch für die CDU, so als Mitglied des Gesundheits- und des Kulturausschusses. Von 1946 bis 1964 war er Mitglied der Stadtverordnetenversammlung Frankfurts, die letzten Jahre von 1960 bis 1964 stellvertretender Stadtverordnetenvorsteher.
Er gilt als Hauptinitiator der Bemühungen um den Wiederaufbau der Kriegsruine der Alten Oper und begründete in diesem Kontext die Aktion „Rettet das Opernhaus“. Bestärkt wurde er darin durch den Literatur-Nobelpreisträger Thomas Mann, der ihm am 7. März 1953 schrieb: „Rechnen Sie mich also (…) zu denen, für die die pietätvolle Erhaltung des Opernbaues (…) eine wahre Herzenssache ist.“ Der Schriftsteller verbinde „die Erinnerung früher musikdramatischer Eindrücke“ mit diesem Gebäude, dessen Architektur „doch wohl zum Besten (gehöre), was das historisch anlehnungsbedürftige 19. Jahrhundert vermochte“.
Am 19. Mai 1965 hielt er beim Festakt aus Anlass des 150. Geburtstages des Mäzens Joseph Hoch (1815–1874) eine Gedenkrede.
Flesch-Thebesius war Mitbegründer der Gesellschaft der Frankfurter Ärzte, deren Präsident und später Ehrenpräsident. Im Jahr 1968 war er Ehrenpräsident des 71. Deutschen Ärztetages in der hessischen Landeshauptstadt Wiesbaden.
Nebenbei förderte er diverse Institutionen, so den 1890 als Ausschuss für Volksvorlesungen (AfV) gegründeten Bund für Volksbildung, den 1892 gegründeten Frankfurter Hauspflege-Verein, den Friedrichsheim e. V. als Träger der 1914 begründeten gleichnamigen Klinik in der Frankfurter Marienburgstraße als Vorläuferin der Orthopädischen Universitätsklinik oder das Edinger-Institut (Neurologisches Institut Frankfurt am Main).
Max Flesch-Thebesius wurde die Ehrendoktorwürde eines Zahnmediziners verliehen.
Flesch-Thebesius war ein Liebhaber der Musik von Robert Schumann, im Jahr 1956 gründete er zusammen mit dem Pianisten Erich Flinsch die Robert-Schumann-Gesellschaft Frankfurt am Main. Neun Jahre zuvor, 1947, hatte er Gedichte von Felix Schumann ausgewählt, herausgegeben und mit einem selbst verfassten Nachwort kommentiert.
Flesch-Thebesius starb im Alter von 93 Jahren im Altkönig-Stift in Kronberg im Taunus. Er wurde auf dem Frankfurter Hauptfriedhof beigesetzt.

## Werke
- Max Flesch-Thebesius: Chirurgische Tuberkulose. Steinkopff. Dresden / Leipzig 1933, DNB 579826996.
- Max Flesch-Thebesius (Hrsg., Gedichtauswahl, Nachwort), Felix Schumann: Meine Liebe ist grün wie der Fliederbusch – Gedichte. Engelhorn. Stuttgart 1947.

## Ehrungen
- Ehrenplakette der Landesärztekammer Hessen
- 1958 – Ehrenplakette der Stadt Frankfurt am Main
- Römerplakette der Stadt Frankfurt am Main
- Großes Verdienstkreuz des Verdienstordens der Bundesrepublik Deutschland